# Mjesni superskup
Mjesni superskup (eng. Local Supercluster, odatle i naziv Lokalna superskupina, superskup Djevica) naziv je za superskup galaktika. U njemu se nalazi pedesetak većih i manjih galaktičkih skupova. Među njima je naša Mjesna skupina. Središte oko kojeg su okupljene jest skup galaktika u Djevici. Prostire se na 100 mil. gs. Središnja ravnina ovog skupa je supergalaktička ravnina.